# Oxyopes campii
Oxyopes campii là một loài nhện trong họ Oxyopidae.
Loài này thuộc chi Oxyopes. Oxyopes campii được miêu tả năm 1999 bởi Mushtaq & Qadar.